# Аборты в Древнем Риме
 Поэт Овидий беспокоился о своей возлюбленной Коринне, которая сделала аборт, рискуя своей жизнью:

…Бремя утробы своей безрассудно исторгла Коринна

И, обессилев, лежит. С жизнью в ней борется смерть.

Втайне решилась она на опасное дело; я вправе

Гневаться… Только мой гнев меньше, чем страх за неё.

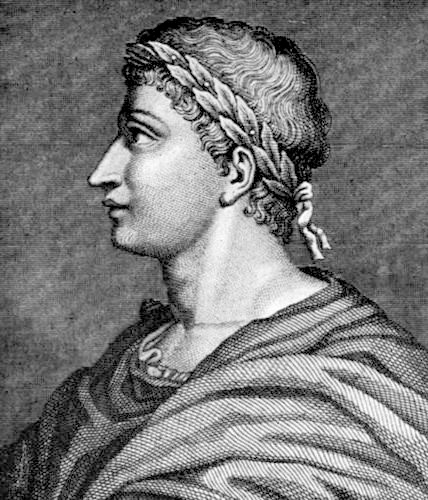
Поэт Овидий беспокоился о своей возлюбленной Коринне, которая сделала аборт, рискуя своей жизнью:
…Бремя утробы своей безрассудно исторгла Коринна
И, обессилев, лежит. С жизнью в ней борется смерть.
Втайне решилась она на опасное дело; я вправе
Гневаться… Только мой гнев меньше, чем страх за неё.

Аборты по римскому праву не были запрещены, и лишь обстоятельства могли сделать их наказуемыми с правовой точки зрения. Аборт не считался преступлением против будущей жизни, если муж или отец жены давал на него своё согласие.
В 200 году н. э. был издан рескрипт, предполагавший законодательные санкции: временная ссылка для женщины, которая сделала аборт без разрешения мужа, как наказание для неё за то, что она отказала ему в праве на рождение законных наследников. Более жёсткому наказанию подвергались пособники — «отравители» и лица, производившие аборты, посылались на принудительные работы на рудники или в ссылку, если их действия заканчивалась смертью женщины.
Аборты совершались зачастую для контроля числа членов семьи и скрытия внебрачных связей. В римской литературе критиковались женщины, решившиеся на аборт. Так, Овидий видит в абортах опасность прекращения рода человеческого: «Сгинул бы с этаким злом весь человеческий род!». Овидий подчёркивает также опасность для здоровья и жизни самой женщины: «Часто убившая плод женщина гибнет сама».
В литературных источниках личные или социальные затруднения, которые зачастую побуждали женщин к аборту, не обсуждаются скорее потому, что возмущение римских авторов касалось исключительно женщин высшего общества, которые прерывали беременность, чтобы сохранить фигуру и привлекательность.
Аборты проводились врачами и как профессиональными, так и непрофессиональными абортмахерами, по большей части с помощью различных смесей. Римские врачи располагали разнообразными знаниями об инструментах и методах произведения абортов. Предположительно, было известно около двухсот средств, из которых большинство были весьма эффективными. В литературных источниках Ранней Римской империи сохранились свидетельства об абортах, последствиях для здоровья женщины, например в сочинениях Сорана Эфесского и Плиния Старшего описаны практические советы и рецепты для вызывания абортов. Одним из распространённых способов, которые врачи советовали для выкидыша — применение физической нагрузки — резкие движения или поднятие тяжёлых предметов. Если это не приводило к желаемому результату, лишь потом прибегали к применению сильных рвотных и слабительных средств, вводили смеси в виде свечей или пероральных растворов, принятию «специальных» ванн или клизм с особыми микстурами. Также проводились хирургические вмешательства при помощи металлических зондов, специально созданных для этих целей. Врачи, однако, предупреждали о высокой опасности для жизни самой женщины при использовании острых инструментов.